# Dd (Unix)

dd este o comandă Unix care face o copiere și conversie low-level a datelor. Comanda este descrisă în pagina de referință a manualului  UNIX Version 7 și este probabil inspirată din comanda DD din IBM JCL. În engleză, "DD" înseamnă Data Description.
dd este utilizată pentru copierea unui număr specificat de bytes sau blocuri,  și face conversia de byte order precum și conversii mai esoterice precum cele din EBCDIC în ASCII. dd poate fi de asemena folosită pentru copierea unor regiuni din fișiere driver raw, backup de sector de boot al unui hard disk, sau citirea unui număr fix de date dintr-un fișier special precum /dev/zero sau /dev/random.

## Sintaxă
Sintaxa comenzii este diferită de a celorlalte comenzi UNIX, și datorită omniprezenței sale a rezistat tuturor încercărilor uniformizare. dd folosește un format option=value în timp ce restul programelor utilitare UNIX folosesc un format -option value. De asemenea, datele de intrare ale comenzii sunt specificate folosind opțiunea if (input file).

## Exemple

### Crearea unei imagini de disc ISO dintr-un CD-ROM
```
dd if=/dev/cdrom of=/home/sam/myCD.iso bs=2048 conv=sync
```

O încercare de copiere a datelor de pe CD-ROM folosind comanda cp ar omite ultimul bloc de pe disc, rezultând într-un fișier de o lungime greșită.

### Curățarea datelor de pe un hard disc
```
dd if=/dev/urandom of=/dev/hda
```

sau în mod alternativ
```
for n in {1..7}; do dd if=/dev/urandom of=/dev/sda bs=8b; done
```

### Duplicarea unei partiții de disc pe o altă partiție
```
dd if=/dev/sda2 of=/dev/sdb2 bs=4096 conv=noerror
```

### Copierea unei partiții de disc într-un fișier
```
dd if=/dev/sdb2 of=/home/sam/partition.image bs=4096 conv=noerror
```

### Copierea unei partiții de disc pe un alt calculator
```
dd if=/dev/sdb2 | ssh user@host "dd of=/home/user/partition.image"
```

### Crearea unui fișier de 1GB care conține numai zerouri
```
dd if=/dev/zero of=file1G.tmp bs=1G count=1
```

### Duplicarea primelor 2 sectoare de pe discuri floppy
```
dd if=/dev/fd0 of=/home/sam/MBRboot.image bs=512 count=2
```

### Crearea unei imagini de disc pentru întregul MBR (master boot record) incluzând tabela de partiții
```
dd if=/dev/sda of=/home/sam/MBR.image bs=512 count=1
```

### Crearea unei imagini de disc pentru întregul MBR excluzând tabela de partiții
```
dd if=/dev/sda of=/home/sam/MBR_boot.image bs=446 count=1
```

### Un test de performanță intrare/ieșire la scrierea pe disc
```
  dd if=/dev/zero bs=1024 count=1000000 of=/home/sam/1Gb.file
 dd if=/home/sam/1Gb.file bs=64k | dd of=/dev/null
```

### Generează un fișier umplut cu 100 octeți cu valori aleatoare
```
 dd if=/dev/urandom of=/home/sam/myrandom bs=100 count=1
```

### Conversia numelui unui fișier din litere mici în litere mari
```
dd if=filename of=filename conv=ucase
```

### Căutarea de stringuri în memorie
```
 dd if=/dev/mem | hexdump -C | grep ”some string”
```

### Suprascrierea cu zerouri a unui fișier de 1GB
```
dd if=/dev/zero of=mytestfile.out bs=1 count=0 seek=1G
```